# Асікаґа Йосіудзі
Асікаґа Йосіудзі (*足利義氏, 1189 — 1 січня 1189) — середньовічний японський державний та військовий діяч періоду Камакура.

## Життєпис
Походив з самурайського роду Асікаґа. Третій син Асікаґа Йосікане, сюґо провінції Сімоцуке, та Ходзьо Токіко (доньки сіккена Ходзьо Токімаси). Народився у 1189 році. Замолоду оженився на доньці сіккена Ходзьо Ясутокі. У 1221 році брав участь у придушенні заколоти колишнього імператора Ґо-Тоба. Того ж року звів потужний замок Сайдзьо.
Підтримка Ходзьо сприяла просуванню державними щаблями. Це дало змогу очолити клан Асікаґа, незважаючи на наявність старших братів. У 1210—1220-х роках перебував на посаді кокусі провінцій Мусасі і Муцу, потім у 1230-х роках був сюґо провінції Мікава. В провінції Мікава цього ставка розмістилася на відрогу пагорба біля храму Мйоодайдзі. Зрештою Мікавську рівнину біля долини річки Яхаґі перетворив на володіння свого роду.
У 1230-х роках також обіймав посаду само-но-камі — голови Лівого відділу імператорських стаєнь (Сама-рьо). 1241 року Асікаґа Йосіудзі стає буддистським ченцем в миру (нюдо). На власний кошт звів храм Хорукадзі (в місті Асікага).

## Родина
Дружина — донька Ходзьо Ясутокі.
Діти:
- Асікаґа Осаудзі (1211—1290)
- Асікаґа Ясюдзі (1216—1270), міністр імператорського господарства
- Кіро Йосіцугу
- донька, дружина Нітта Мітайосі
- донька, дружина Серада Йоріудзі
- донька, дружина Сідзьо Такачіка